# Den man elsker (film)
 For alternative betydninger, se Den man elsker. (Se også artikler, som begynder med Den man elsker)
Den man elsker er en dansk dokumentarfilm fra 1980, der er instrueret af Christian Braad Thomsen efter eget manuskript.

## Handling
Filmens instruktør: Filmen er en undersøgelse af de erotiske relationer mellem forældre og børn. I offentligheden præsenteres blodskam oftest som et resultat af, at fædrene forgriber sig på deres døtre, men filmens indfaldsvinkel er den modsatte: Med udgangspunkt i Sigmund Freuds udforskning af ødipuskomplekset vises det, hvordan barnet i 2-4 års alderen retter sine første erotiske drifter mod forældrene. Det incesttabu, som barnet ved den lejlighed konfronteres med, betyder for Freud det samme, som den private ejendomsret betyder for Karl Marx, nemlig en cementering af det borgerlige samfund og samlivsmønster. Hvis den private ejendomsret er med til at fremmedgøre mennesket i forhold til dets arbejde, så er incesttabuet med til at fremmedgøre mennesket i forhold til dets krop. Filmen drager også de politiske konsekvenser af den indsigt.